# Handlov

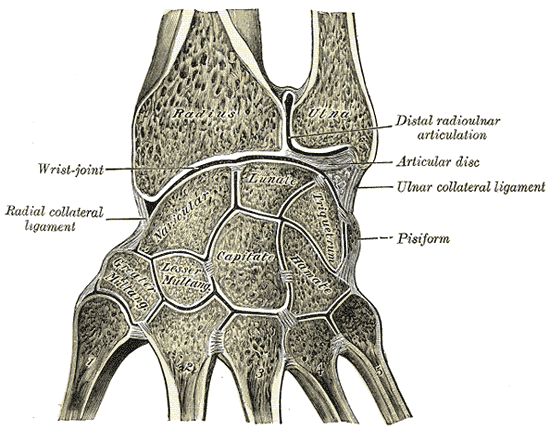
Frontaltt snitt genom handleden som visar armbågs- och strålbenet ovanför samt metakarpalbenen nedanför handlovsbenen.
Illustration: Gray's Anatomy, 1918. (PD)

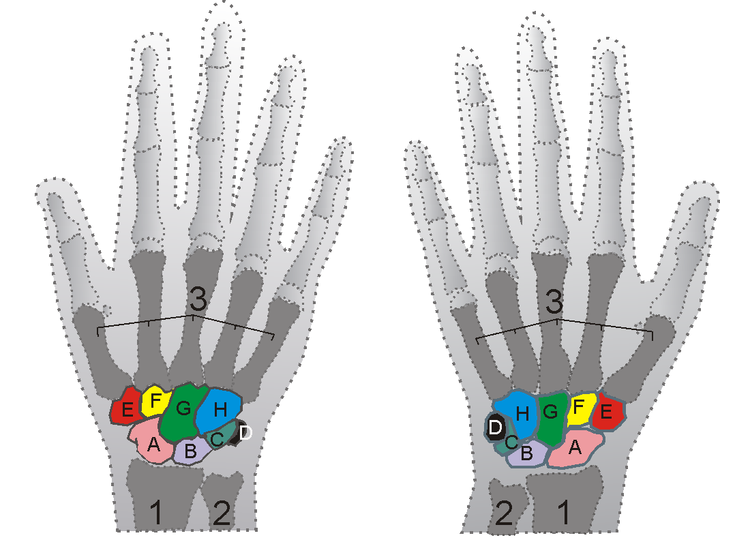
Proximala handlovsben: A. Scaphoideum, B. Lunatum, C. Triquetrum, D. Pisiforme
Distala handlovsben: E. Trapezium, F. Trapezoideum, G. Capitatum, H. Hamatum

Handlov (latin: carpus), handlovsben, karpalben (ossa carpi) är i människans kropp en grupp på åtta små ben som ingår i handleden. Handloven är armens smalaste del.
Handloven ledar uppåt (proximalt) mot underarmens (antebrachium) ben (armbågsbenet, ulna och strålbenet, radius) i radiokarpalleden (art. radiocarpea) och utåt (distalt) mot mellanhandens (metacarpus) ben i karpometakarpalleden (art. carpometacarpea). Lederna mellan handlovens ben heter interkarpallederna (articulationes intercarpeae).
Handlovens ben kan uppdelas i en proximal och en distal rad åtskilda av mediokarpalleden (art. mediocarpea). Till de proximala benen hör båtbenet (scaphoideum), månbenet (lunatum), pyramidbenet (triquetrum) och ärtbenet (pisiforme). Till de distala hör trapetsbenet (trapezium), trapetslika benet (trapezoideum), huvudbenet (capitatum) och hakbenet (hamatum).
Samtliga dessa ben utom pisiforme har sex ytor varav den övre (dorsala) och undre (palmara) är grövre då de utgör fäste för handledens ligament. Den övre sidan är dessutom bredare än den undre vilket ger handledens översida konvex och dess undersida konkav form. På samma sätt är benens proximala sidor i allmänhet konvexa och de distala konkava.
Pisiformes placering avviker från de övriga karpalbenens genom att endast leda mot ett av de andra karpalbenen, triquetrum. Pisiforme omges av m. flexor carpi ulnaris sena.